# Kaptajn Flints Arv
Kaptajn Flints Arv er en amerikansk stumfilm fra 1920 af Maurice Tourneur.

## Medvirkende
- Shirley Mason som Jim Hawkins
- Lon Chaney som "Blind Pew" og "Merry"
- Charles Ogle som Long John Silver
- Josie Melville som Mrs. Hawkins
- Al W. Filson som Bill Bones
- Wilton Taylor som Black Dog
- Joseph Singleton som Israel Hands
- Bull Montana som Morgan
- Harry Holden som Smollett
- Sydney Deane som Squire Trelawney
- Charles Hill Mailes som Dr. Livesey